# Мина де Навидад (Инде)
Мина де Навидад (шп. Mina de Navidad) насеље је у Мексику у савезној држави Дуранго у општини Инде. Насеље се налази на надморској висини од 1540 м.

## Становништво
Према подацима из 2010. године у насељу су живела 2 становника.

### Хронологија
| Година       | 2000         | 2005         | 2010 |
| ------------ | ------------ | ------------ | ---- |
| Становништво | 65 (29 / 36) | 24 (13 / 11) | 2    |

### Попис
| # | Индикатор                     | Вредност |
| - | ----------------------------- | -------- |
| 1 | Укупно домаћинстава           | 36       |
| 2 | Укупно насељених домаћинстава | 1        |
| 3 | Величина локације             | 1        |